# 假万带兰属
假万带兰属（学名：Vandaenopsis）又称拟万代兰属，是兰科下的一个属，为附生兰或陆生兰。该属共有约20种，分布于亚洲热带地区至波利尼西亚。
2020年，从该属中独立出船唇兰属(Cymbilabia）。

## 下属物种
本属包括以下物种：
- Vandaenopsis bultelii Guillaumin
- Vandaenopsis hybrida